# Inaras
Inaras of Nvard was in de Hettitische mythologie de dochter van de stormgod Teshub.
Zij was de godin van de wilde dieren op de steppe. Zij trouwde met Hupasiayas die sterfelijk was en met zijn hulp weet ze haar vader te helpen wraak te nemen op de draak Illuyankas. Ze gaf daarna aan Hupasiayas een huis op een klif, maar zegt hem niet naar buiten te kijken. Deze is ongehoorzaam en ziet dan zijn vrouw en kinderen lopen. Daarna wil hij terug naar zijn vroegere leven.
Inaras raadpleegt daarop Hannahannas die haar land en een man belooft. Inaras verdwijnt echter, maar wordt door haar vader en Hannahannas opgespoord.